# Bedő (település)
Bedő (románul Bedeu) község Hajdú-Bihar vármegyében, a Berettyóújfalui járásban.

## Fekvése
A Kis-Körös bal partján fekszik, közel a román határhoz, földrajzi szempontból a Bihari-sík északkeleti peremén.
A szomszédos települések: északkelet felől Nagykereki, délkelet felől Ártánd, délnyugat felől Biharkeresztes, északnyugat felől pedig Bojt.

### Megközelítése
Csak közúton érhető el, a Debrecentől Biharkeresztesig húzódó 4808-as úton. Vasútvonal nem érinti, a legközelebbi vasúti csatlakozási lehetőséget Biharkeresztes vasútállomása kínálja, bő 4 kilométerre délre.

## Története
A közelben húzódik a szarmaták 1260 kilométer hosszú sáncának, a Csörsz árkának egyik szakasza. A település Bojt-Biharkeresztes felőli részen bizánci rítusú bazilita kolostor romjai voltak láthatók még 1870 táján is.
Az Árpád-kori település a kun Borsa nemzetségnek volt a birtoka. Okiratilag az 1552. évi Bihar vármegyei összeírásban szerepelt először, mely szerint hét portából állott, földesura a nagyváradi prépost volt. 1566 után egy időre a kincstár háza volt, bizonyítékául annak, hogy a lakosság az elsők között tért át a református hitre. Buda visszafoglalása után, 1686-ban a kelet felé menekülő református papot, Pathi Miklóst családjával együtt rabszíjra fűzve elhurcolták. Rövid idő múltán a helységben görögkeleti vallású románok telepedtek meg, akik közé egynéhány család visszatért az eredeti magyar lakosság közül. 1732-ben a vármegyei összeírás szerint Bedő ismét a nagyváradi préposté volt. 1779-ben az egész lakosság áttért a görögkatolikus hitre, egyházat alapított, mely anyakönyveit 1781-től vezeti. Ma is álló templomát az egyház 1845 és 1852 között építtette.
Komornyik János jegyző 1864-ben a következőket jegyezte fel: „Bedő község tartozik Bihar Vármegye Sárréti járáshoz, szolgabírói szakasz Mezőkeresztes. Nevezett községnek két neve van most, Bedő és Oláhul (Bedeu) mi országszerte ismeretős. A községet a Török pusztitások után mingyárt említetik.”
1930-ban a község lakossága 660 lélek, kik közül 132 magyar, 537 román volt. Felekezeti szempontból 27 lakosa római katolikus, 530 görög katolikus, 55 református, 41 görög keleti, 7 izraelita.

## Közélete

### Polgármesterei
| Időszak   | Polgármester  | Párt      |
| --------- | ------------- | --------- |
| 1990–1994 | Kádár Mihály  | független |
| 1994–1998 | Kádár Mihály  | független |
| 1998–2002 | Eszenyi Antal | FKgP      |
| 2002–2006 | Eszenyi Antal | független |
| 2006–2010 | Eszenyi Antal | független |
| 2010–2014 | Eszenyi Antal | független |
| 2014–2019 | Eszenyi Antal | független |
| 2019–2024 | Eszenyi Antal | független |
| 2024–     | Zsíros Sándor | független |

## Népesség
A település népességének változása:
| Lakosok száma | 264  | 278  | 291  | 327  | 265  | 267  | 283  |
|               | 2013 | 2014 | 2015 | 2021 | 2022 | 2023 | 2024 |

2001-ben a település lakosságának 60%-a román, 37%-a magyar, 2%-a cigány, 1%-a német nemzetiségűnek vallotta magát.
A 2011-es népszámlálás során a lakosok 94,2%-a magyarnak, 6,7% cigánynak, 1,3% németnek, 48,8% románnak, 0,4% ruszinnak mondta magát (3,8% nem nyilatkozott; a kettős identitások miatt a végösszeg nagyobb lehet 100%-nál). A vallási megoszlás a következő volt: római katolikus 11,3%, református 11,7%, görögkatolikus 58,3%, felekezeten kívüli 3,3% (12,5% nem válaszolt).
2022-ben a lakosság 79,6%-a vallotta magát magyarnak, 46,8% románnak, 0,4% cigánynak, 0,4% németnek, 0,4% ruszinnak, 1,9% egyéb, nem hazai nemzetiségűnek (19,2% nem nyilatkozott; a kettős identitások miatt a végösszeg nagyobb lehet 100%-nál). Vallásuk szerint 22,6% volt református, 6% római katolikus, 42,3% görög katolikus, 2,3% ortodox, 0,8% evangélikus, 0,4% egyéb keresztény, 2,3% felekezeten kívüli (23,4% nem válaszolt).

## Nevezetességei
- Görögkatolikus temploma 1845 és 1852 között épült.[15]
- A településtől nyugatra halad el a szarmaták által 324 és 337 között épített, az Alföldet körbekerülő Csörsz-árok vagy más néven Ördögárok nyomvonala.

## Híres szülöttei
- Choli Daróczi József (1939. május 26. – 2018. május 12.) magyar cigány író, költő, műfordító, pedagógus, népművelő, újságíró.